# 벤 치플리
조지프 베네딕트 "벤" 치플리(영어: Joseph Benedict "Ben" Chifley, 일명 밴 치플리(Van Chifley), 1885년 9월 22일 ~ 1951년 6월 13일)는 오스트레일리아의 정치인으로 제16대 총리를 지냈다. 총리를 맡기 전에는 제2차 세계 대전 도중에 재무장관을 지내면서 전시경제를 책임졌다. 종전 전에 존 커틴 총리가 사망하면서 후임에 올랐으며, 1946년에 총선에서 승리하면서 재선되었다. 재임 도중에 시민권을 도입하였고, 오스트레일리아 국립 대학교를 설립하였으며, 전후 사회법안을 통과시켰다. 민간은행 국유화가 실패하고 광부 파업이 일어난 가운데 치러진 총선에서 패배하면서 총리직에서 물러났다.

## 생애

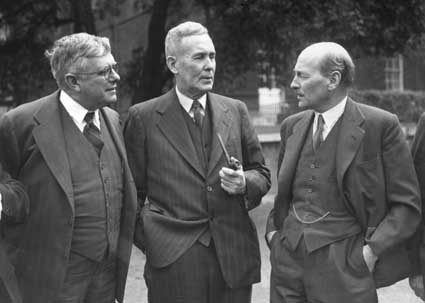
허버트 에바트, 클레멘트 애틀리와 함께, 1946년 런던

벤 치플리는 1885년 9월 22일에 배서스트에서 태어났다. 아버지는 아일랜드 계통의 가톨릭 신자로, 대장장이를 하였다. 어린 시절에 그는 할아버지 밑에서 자랐는데, 1893년에 여러 은행이 파산하면서 그의 할아버지는 저축해두었던 예금을 모두 잃었다. 이 일은 뒷날 그가 은행을 국유화하려는 시도에 영향을 준 것으로 해석된다. 이후 가톨릭계 학교에 다닌 후 15살에 철도 기관사로 취직하였다. 이 시기에 그는 철도 노조 설립을 주도하였으며 노동당에 가입해 정당 활동을 하였다. 1914년에 장로교 신자였던 엘리자베스 매켄지와 결혼하였다.
1917년에 철도 파업을 주도하면서 기관사에서 해고되었던 그는 1925년에 노동당 소속의 잭 랑이 주총리에 취임하면서 복직되었다. 이후 1925년 총선에서 맥쿼리 선거구에 출마해 상대 후보에게 3% 차로 패배하였다. 그러나 1928년 총선에서 다시 출마해 10% 차로 꺾고 당선되었다. 제임스 스컬린을 지지했던 그는 1931년에 스컬린 내각에서 국방장관에 취임했다. 그러나 그 해 치러진 총선에서 상대 후보에 1% 차로 패배하였다. 이후 1934년 총선에서는 3위에 그쳐 다시 낙선하였다. 이후 조지프 라이온은 그를 은행과 관련된 자문 위원으로 위촉하였다.
1940년 총선에 맥쿼리 선거구에 다시 출마해 당선되어 9년 만에 의원직에 복귀하였다. 1년 뒤에 노동당 대표였던 존 커틴이 무소속 의원들의 지지로 총리에 취임하자 재무장관에 올랐다. 전시 상황에 맞춰서 그는 지출과 세수를 늘리는 정책을 시행하였다. 커틴이 제2차 세계 대전이 끝나기 전에 급서하면서 총리직이 비자 그는 임시 총리였던 프랭크 포드와 당 대표 경선을 벌여 당선되었다. 치플리는 총리직에 오른 후 종전 선언을 하였고 뒤이어 로버트 멘지스가 창당한 자유당과 맞서 총선에서 승리하여 총리직을 유지하였다.

## 역대 선거 결과
| 선거명      | 직책명                   | 대수 | 정당                  | 1차 득표율 | 1차 득표수 | 2차 득표율 | 2차 득표수 | 결과 | 당락                 |
| ----------- | ------------------------ | ---- | --------------------- | ---------- | ---------- | ---------- | ---------- | ---- | -------------------- |
| 1925년 선거 | 하원의원 (맥쿼리 선거구) | 10대 | 오스트레일리아 노동당 | 48.7%      | 17,553표   |            |            | 2위  | 낙선                 |
| 1928년 선거 | 하원의원 (맥쿼리 선거구) | 11대 | 오스트레일리아 노동당 | 54.9%      | 20,155표   |            |            | 1위  | 맥쿼리 하원의원 당선 |
| 1929년 선거 | 하원의원 (맥쿼리 선거구) | 12대 | 오스트레일리아 노동당 | 65.6%      | 25,349표   |            |            | 1위  | 맥쿼리 하원의원 당선 |
| 1931년 선거 | 하원의원 (맥쿼리 선거구) | 13대 | 오스트레일리아 노동당 | 28.1%      | 11,085표   | 49.4%      | 19,524표   | 2위  | 낙선                 |
| 1940년 선거 | 하원의원 (맥쿼리 선거구) | 16대 | 오스트레일리아 노동당 | 44.6%      | 22,660표   | 58.1%      | 29,493표   | 1위  | 맥쿼리 하원의원 당선 |
| 1943년 선거 | 하원의원 (맥쿼리 선거구) | 17대 | 오스트레일리아 노동당 | 65.0%      | 36,937표   |            |            | 1위  | 맥쿼리 하원의원 당선 |
| 1946년 선거 | 하원의원 (맥쿼리 선거구) | 18대 | 오스트레일리아 노동당 | 58.4%      | 33,412표   |            |            | 1위  | 맥쿼리 하원의원 당선 |
| 1949년 선거 | 하원의원 (맥쿼리 선거구) | 19대 | 오스트레일리아 노동당 | 57.7%      | 21,683표   |            |            | 1위  | 맥쿼리 하원의원 당선 |
| 1951년 선거 | 하원의원 (맥쿼리 선거구) | 20대 | 오스트레일리아 노동당 | 61.8%      | 23,136표   |            |            | 1위  | 맥쿼리 하원의원 당선 |